# Eurete bowerbanki
Eurete bowerbanki är en svampdjursart som beskrevs av Schulze 1886. Eurete bowerbanki ingår i släktet Eurete och familjen Euretidae. Inga underarter finns listade i Catalogue of Life.